# 潘張
潘張（16世紀—17世紀），雲南鶴慶府人，明朝政治人物。

## 生平
潘張是萬曆三十四年（1606年）雲南鄉試舉人，四十一年（1613年）中會試副榜，授原武知縣，就任七日後立即開倉賑災，人民賴以存活，遷任通山知縣，嚴禁當地溺女陋習，一時人稱為「慈母」，地方習俗喜女僧和祭祀鬼，他下令停止，淫祀就此終止，康熙五十四年（1715年）入祀鄉賢祠。

## 引用
1. 1 2  光緒《鶴慶州志·卷二十三·鄉賢》：潘張 萬厯丙午舉人，癸丑明通進士，尹原武，履任七日即開倉賑饑，民賴以活；遷通山令，嚴禁溺女，一時號為慈母，俗祀鬼，張禁之，淫祀頓已，其慈惠方正大率類如此，康熙乙未年崇祀。
2. ↑  光緒《鶴慶州志·卷二十二·選舉》：舉人 明……（萬曆）丙午科……潘張 癸丑明通進士，官通山縣知縣
3. ↑  光緒《續雲南通志稿·卷一百一十三·人物志》：潘張，鶴慶人，萬厯癸丑副榜，授原武知縣，履任七日即開倉振饑，民賴以活，遷懷縣，嚴禁溺女，一時號為慈母，俗喜女僧，張諭止之，淫祀頓已。 《鶴慶府志》